# Čebine
Čebine so zaselek v Občini Trbovlje.

## Geografija
Čebine so zaselek s tremi kmetijami na Spodnjih Čebinah in dvema kmetijama na Zgornjih Čebinah. Zaselek leži na pobočju jugozahodno pod Sveto Planino (prej Partizanski Vrh) v občini Trbovlje. V letih 1954-1956 so do zaselka iz Trbovelj prek Kleka in Partizanskega Vrha naredili cestno povezavo.

## Zgodovina
Tu je bil ponoči s 17. na 18. april 1937 na kmetiji Antona Barliča na Zgornjih Čebinah ustanovni kongres Komunistične partije Slovenije.